# Ionel Perlea
Ionel Perlea (Ograda, 13 dicembre 1900 – New York, 29 luglio 1970) è stato un direttore d'orchestra e compositore rumeno particolarmente associato al repertorio operistico italiano e tedesco.

## Biografia
Nato a Ograda, in Romania, da padre rumeno, Victor Perlea, e madre tedesca, Margarethe Haberlein. Si trasferì in Germania con la madre e i fratelli dopo la morte del padre.
Studiò a Monaco e poi a Lipsia. Debuttò in un concerto a Bucarest nel 1919, poi lavorò come répétiteur a Lipsia (1922-23) e Rostock (1923-25). Il suo debutto come direttore d'opera avvenne a Cluj-Napoca nel 1927, quando diresse Aida. L'anno successivo fece la sua prima apparizione all'Opera di Bucarest, di cui fu direttore musicale dal 1934 al 1944. Diresse diverse prime rumene di notevoli capolavori stranieri, come I maestri cantori di Norimberga e Il cavaliere della rosa. Di tanto in tanto fece delle apparizioni a Vienna, Stoccarda, Breslavia, Berlino e Parigi.
Nel 1944, lui e sua moglie furono arrestati a Vienna, in Austria, mentre si recavano a Parigi e tenuti agli arresti domiciliari fino alla fine della seconda guerra mondiale.
Dopo la seconda guerra mondiale, diresse soprattutto in Italia, in particolare alla Scala di Milano (1947-52; la sua prima apparizione fu in Samson et Dalila). Anche in Italia diresse diverse prime locali, come Capriccio a Genova, Mazepa e La Pulzella d'Orléans a Firenze. Ha promosso la nuova opera I due timidi di Nino Rota (più noto come compositore di numerose colonne sonore). Per la stagione 1949-50 fu direttore ospite del Metropolitan Opera, dando vita a opere come Tristano e Isotta, Rigoletto, La traviata e Carmen.
In seguito a un attacco di cuore e a un ictus nel 1957, imparò a dirigere solo con il braccio sinistro e preferì concentrarsi sui concerti e sulla realizzazione di dischi. Insegnò alla Manhattan School of Music dal 1952 al 1969.
Morì a New York nel 1970, all'età di 69 anni.

## Registrazioni selezionate
- 1954 - Le nozze di Figaro - Renata Tebaldi, Italo Tajo, Scipio Colombo, Alda Noni, Giulietta Simionato, Piero De Palma - Coro e Orchestra del Teatro San Carlo (Napoli) - Hardy Classic
- 1954 - Manon Lescaut - Licia Albanese, Jussi Björling, Robert Merrill - Opera di Roma Coro e Orchestra - RCA Victor
- 1955 - Aida - Zinka Milanov, Jussi Björling, Fedora Barbieri, Leonard Warren, Boris Hristov - Coro e Orchestra dell'Opera di Roma - RCA Victor
- 1956 - Rigoletto - Robert Merrill, Roberta Peters, Jussi Björling, Giorgio Tozzi - Coro e Orchestra dell'Opera di Roma - RCA Victor
- 1966 - Lucrezia Borgia - Montserrat Caballé, Alfredo Kraus, Shirley Verrett, Ezio Flagello - RCA Italiana Opera Chorus and Orchestra - RCA Victor

Perlea registrò anche per la Vox negli anni Cinquanta, dirigendo l'Orchestra Sinfonica di Bamberga e guidando in particolare gli accompagnamenti nelle registrazioni di concerti di artisti come Gaspar Cassadó, Guiomar Novaes e Friedrich Wührer.